# Martine Géliot
 (novembre 2022).
Si vous disposez d'ouvrages ou d'articles de référence ou si vous connaissez des sites web de qualité traitant du thème abordé ici, merci de compléter l'article en donnant les références utiles à sa vérifiabilité et en les liant à la section « Notes et références ».
Pour les articles homonymes, voir Géliot.
Martine Géliot est une harpiste française née le 8 décembre 1948 à Neuilly-sur-Seine  et morte le 7 février 1988 à La Garenne-Colombes.

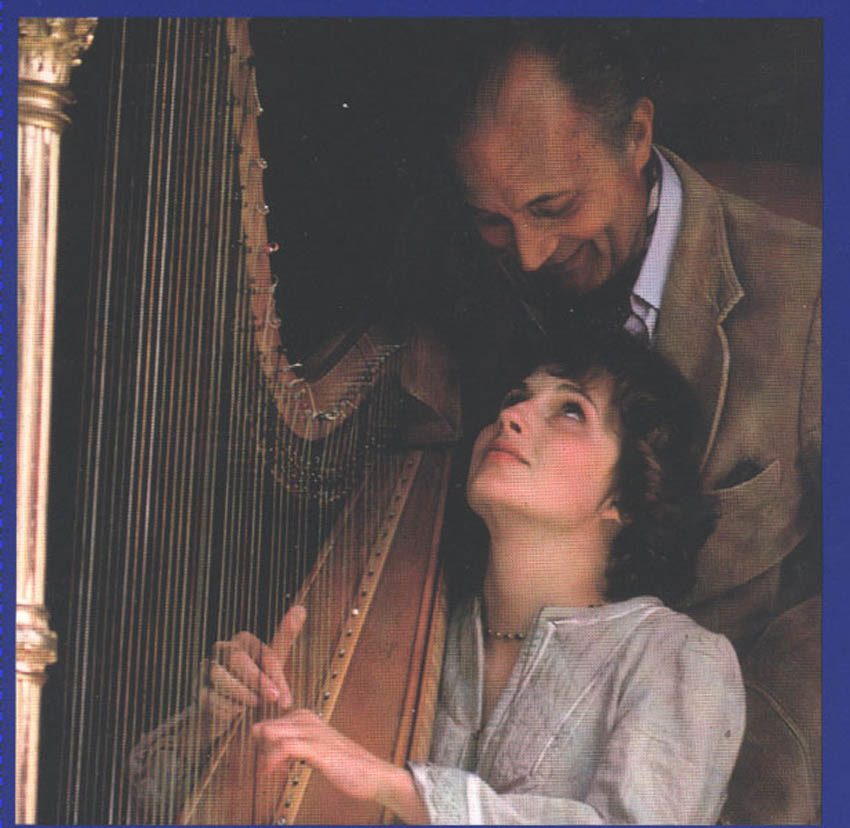
Martine Géliot et son père, Bernard (ténor).

## Biographie
Martine Géliot est née dans une famille de musiciens (sa mère Huguette Géliot, élève de Marcel Tournier – elle-même fille d'une harpiste – est Premier Prix de harpe du Conservatoire de Paris, son père, industriel, vit pour le chant qu'il pratique notamment dans les chœurs de l'Orchestre de Paris). Son arrière-grand-mère maternelle est la compositrice Mel Bonis et son grand-père paternel, le compositeur Robert Géliot.
Elle est la troisième d'une fratrie de cinq et la sœur de Christine Géliot.
À treize ans, Martine entre au Conservatoire national supérieur de musique de Paris (CNSM) dans la classe de harpe de Pierre Jamet. À quatorze ans, elle obtient son premier prix au terme de sa première année d’études. Elle est déjà première médaille de solfège spécialisé à douze ans dans la classe de René Duclos. Plus tard, au cours de sa carrière de concertiste, Martine tient à se cultiver musicalement : elle suit les classes d’histoire de la musique et d’analyse musicale au conservatoire et elle obtient le premier prix d’histoire de la musique dans la classe de Norbert Dufourcq en 1970.
Elle remporte à seize ans le premier prix au concours international d'Israël, qui lui ouvre les portes d'une brillante carrière.
Tout au long de ses études, elle fait cinq heures de harpe par jour. Dès son prix du CNSM, la carrière commence. Par un « concert des premiers prix 1963 » où figurent Sylvie Carbonel et Patrice Fontanarosa, par un concert des Musigrains pour les jeunes au Théâtre des Champs-Élysées, avec notamment Renaud Fontanarosa, Maurice André et Augustin Dumay. En 1964, elle joue à Dole à deux harpes avec sa mère Huguette Géliot, au monastère de Cimiez à Nice avec l’ensemble de Fernand Oubradous (Introduction et allegro de Ravel), pour « Jeunesse et musique » salle Cortot en joint récital, au Festival du Marais, salle Cortot encore en famille avec son père et sa mère. L’ORTF l’invite avec le jeune pianiste Georges Pludermacher, le Journal de Tintin publie un article sur elle et sur Augustin Dumay, son « petit » voisin d’en face. Patrick Tabet écrit dans Le Figaro du 26 octobre 1965 : « Martine Géliot, nouvelle étoile de la harpe, brille d'un vif éclat. Au monde superficiel de la technique, elle sait opposer l'univers plus vaste et mystérieux de la poésie. »
Après son prix d'Israël, elle a seize ans, c’est une très brillante carrière qui commence. Elle joue avec orchestre aux concerts symphoniques de la ville de Dole, au Palais de Chaillot avec l’Orchestre Pasdeloup avec Michel Plockyn (le concerto pour flûte et harpe de Mozart), à la télévision, à France Musique, au concert des premiers prix du Royaume de la musique avec Michel Portal, Cyprien Katsaris, Jean-Michel Varache. Au Triptyque, elle joue la sonate de Ravel avec Bruno Pasquier et Gabriel Fumet, etc. Elle rayonne au sein d’une génération qui fera la grandeur des nouvelles décennies du XXe siècle. Claude Rostand écrit : « Enfin la confirmation d'une révélation, la jeune harpiste Martine Géliot qui témoigne d'une surprenante maîtrise technique, d'une virtuosité idéale, et dont le jeu clair, poétique, coloré, s'exprime en un phrasé constamment intelligent et musical. »

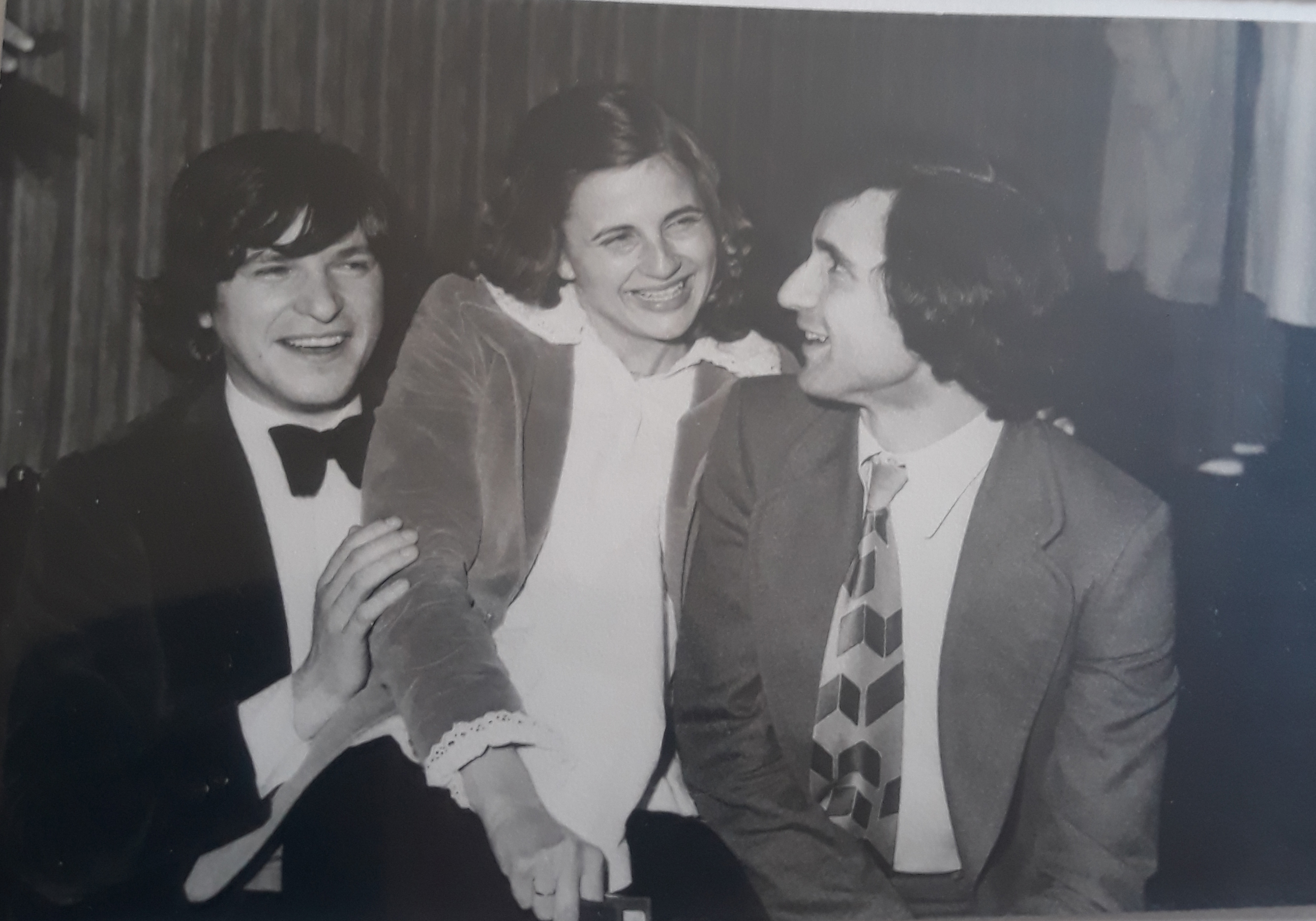
Avec Jacques Rouvier et Jean-Jacques Kantorow.

Sur la durée, Martine partage ses engagements entre récitals de harpe et concerts de musique de chambre, à quoi il faut ajouter les concerts avec orchestre. Ses partenaires de musique de chambre comptent beaucoup. Sa formation préférée est le duo flûte et harpe, avec Gabriel Fumet, Jean-Pierre Rampal, et surtout Maxence Larrieu avec qui elle va donner une cinquantaine de concerts entre 1967 et 1977 partout en France et à l’étranger. Ils enregistrent en 1970 le disque Récital Martine Géliot Maxence Larrieu chez Classic. Occasionnellement, le duo s’agrandit avec l'altiste Bruno Pasquier. Bien d’autres flûtistes ont partagé la scène avec Martine, notamment Patrick Gallois, Michel Debost, Alain Marion, András Adorján, Ingrid Dingfelder qui lui a ouvert les portes de l’Amérique et Jean-Pierre Rampal, avec qui elle a joué lors de nombreuses croisières musicales, au Carnegie Hall et à la salle Pleyel. La mère de Martine, la harpiste Huguette Géliot, est sa partenaire la plus fidèle. Mère et fille donnent des concerts en duo de harpe tout au long de sa carrière.
Martine joue aussi en duo avec violon, avec orgue (ce qui permet d’exécuter des concertos), avec alto avec Bruno Pasquier, avec hautbois, dans une relation très fidèle avec Jacques Vandeville, avec chant, dans son partenariat avec Ana Maria Miranda. Elle joue aussi avec le violoncelliste Étienne Péclard. Deux trios fidèles traversent sa carrière, d’abord flûte, alto et harpe avec Thomas Prévost et Jean Dupouy, trio issu de l’« Ensemble de chambre français », puis le « Trio flûte, violoncelle et harpe de Paris », avec André Guilbert et Jean Barthe,
En plus du duo de harpe avec Huguette, Martine garde toujours une place pour la musique en famille, accompagnant son père chanteur et son mari Benoît Charvet à la flûte dans des mariages, participant à des concerts familiaux avec son père, sa mère, son mari et sa sœur (au piano), salle Cortot et au théâtre du Lucernaire, où l’on joue notamment les œuvres de son grand-père Robert Géliot. C’est aussi le label de son mari, Musidisc, qui enregistrera plusieurs disques familiaux.

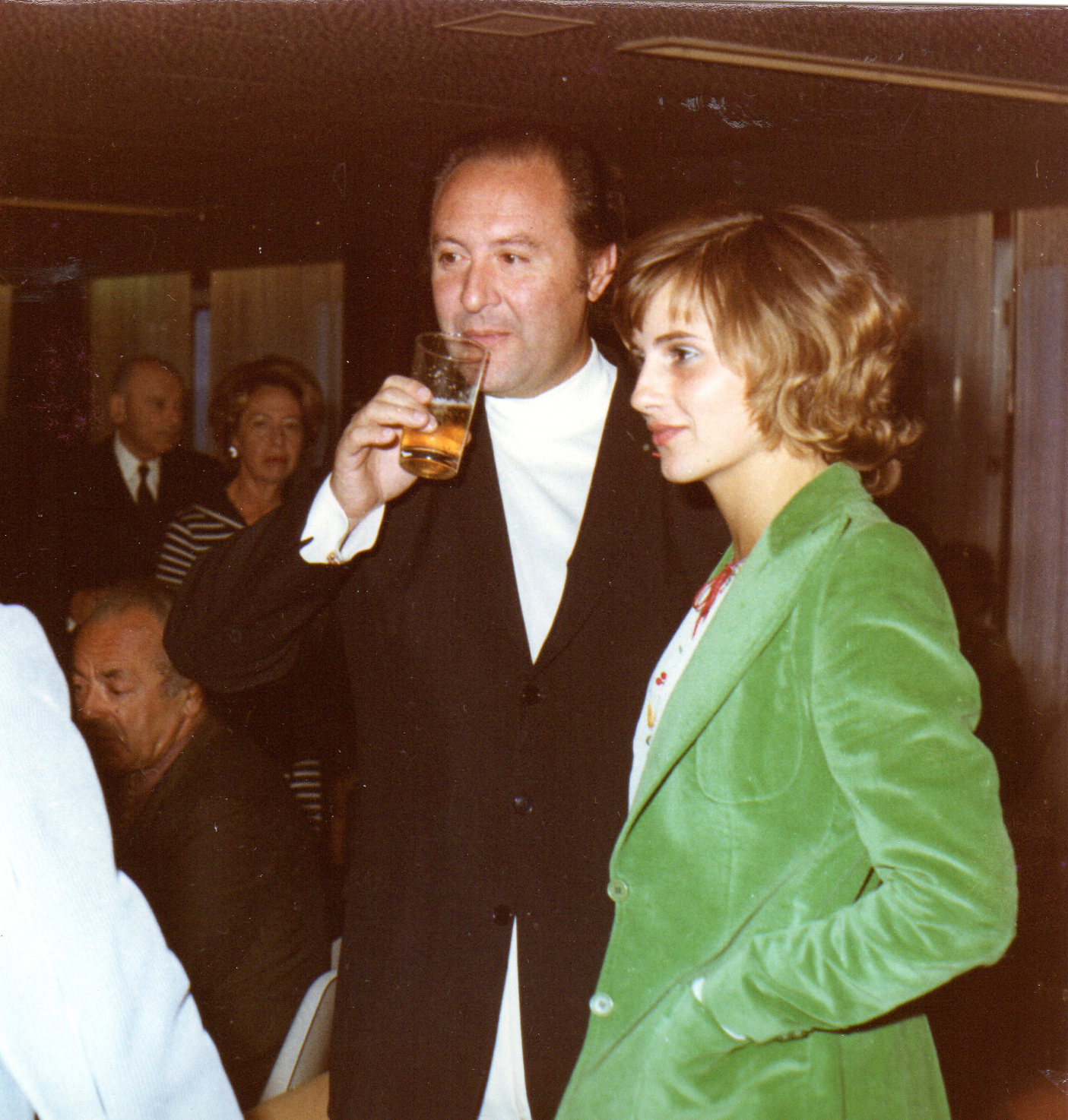
Sur le Renaissance avec Jean-Pierre Rampal.

Pour ses concerts de musique de chambre, Martine est souvent le maître d’œuvre des programmes, dont on trouve les brouillons de sa main. En dehors des duos ou des trios, elle propose toujours quelques œuvres solistes qui mettent chacun en valeur. Les œuvres du répertoire et les compositeurs classiques côtoient quelques trouvailles ou adaptations pour harpe pas forcément contemporaines (Karl Ditters von Dittersdorf, Serge Natra (en), Aubert Lemeland, Arnold Bax). Certaines œuvres et compositeurs reviennent très souvent, Sonates de Jean-Baptiste Lœillet, de Carl Philipp Emanuel Bach, sonates en sol mineur BWV 1020 et en mi bémol majeur BWV 1031 pour flûte et clavecin de Jean-Sébastien Bach, sonate en ut no 15 pour clavier de W. A. Mozart, sonate de Claude Debussy en trio, Fantaisie de Camille Saint-Saëns avec violon... Martine Géliot cherche aussi perpétuellement à renouveler le répertoire de la harpe en soliste comme en musique de chambre.
Martine Géliot donne de nombreux concerts avec orchestre, bien souvent à l’étranger. Elle joue avec l’English Chamber Orchestra, l’Ensemble instrumental de France, l'Orchestre de chambre de Stuttgart, l'Orchestre de chambre de Munich, l’Orchestre de chambre Franz Liszt, I Solisti Veneti, l'Orchestre de chambre de Saint Paul, les Concerts Pasdeloup, l’Orchestre de chambre Jean-François Paillard, etc. Et aussi fréquemment avec des orchestres philharmoniques internationaux américains et européens. On ne compte plus le nombre de fois où elle a donné le concerto pour flûte et harpe de Mozart, les deux concertos de Haendel et les Danses de Debussy, mais elle a aussi joué des œuvres plus rares comme un concerto de André Jolivet et un concerto de Heitor Villa-Lobos. Elle participe à des créations concertantes comme Réseaux de Francis Miroglio et le concerto pour harpe de Malcolm Williamson. Elle a joué sous la baguette de Trajan Popesco, Paul Kuentz, Pierre Merle-Portalès, Daniel Stirn, Sergiu Comissiona, Claudio Scimone, Édouard Lindenberg, Tony Aubin, Gérard Devos, Karl Münchinger, etc.
Les années 1970 et début 1980 sont un feu d’artifice de festivals et de succès. Les critiques sont magnifiques : « Martine Géliot est parmi les jeunes artistes déjà chevronnés, la plus douée, celle qui a en main le métier le plus sûr. Elle peut se permettre de prendre des risques payants, et de se lancer sans broncher dans des traits d’une inquiétante difficulté. Mais en plus elle fait chanter son instrument d’une insolente manière et passe avec le sourire d’un pianissimo à un forte déchaîné. C’est là si je puis dire de la harpe charnue, de la harpe heureuse... », écrit Pierre-Petit dans Le Figaro le 25 novembre 1975.
Martine Géliot est aussi professeur de harpe. Après avoir enseigné quelques années au conservatoire de Neuilly-sur-Seine puis de Saint-Cloud, elle fonde en 1976 la classe de harpe du Conservatoire du sixième arrondissement de Paris.
Elle participe notamment au jury des concours du CNSM de Paris (chaque année) et au Concours international d'Israël. 
En janvier 1978, elle est nommée harpiste soliste de l’Orchestre national de France.
Le souvenir de la musique de Martine Géliot est très présent dans les archives de l’INA, où se trouvent les nombreuses émissions de radio et de télévision auxquelles elle avait été invitée (Presto, Nocturne, Le Grand Échiquier...), et dans celles des radios étrangères, en particulier à la BBC et en Israël. Et puis, il y a sa discographie, dont une partie seulement est numérisée.
En 1972, Martine épouse Benoît Charvet, musicien de jazz et compositeur. Il est le bassiste de Georges Moustaki lorsqu'elle fait sa connaissance, invitée à faire une première partie classique pour une tournée du chanteur tout autour de Paris. Ils auront trois fils (dont l'un ne survivra pas) : Florent Charvet est juriste, Baptiste Charvet est compositeur de musique de film.
À l'apogée de sa carrière, Martine Géliot succombe à un cancer en 1988, à l'âge de trente-neuf ans.

## Discographie
“ms” indique un disque microsillon, CD un compact disc audio, ℗ précède la date du copyright.
- Martine Géliot. J. L. Dussek : Sonate ; G. Pierné : Impromptu Caprice. ms 45 t. 17 cm. Bel Air, coll. « Classique jeunesse », 211211 ℗1963.
- Jacques Thierac : Ode à une aube d’automne pour flûte, violoncelle et harpe. Maxence Larrieu, flûte, Monique Viaudey-Bazelaire, violoncelle, Martine Géliot, harpe. Enregistré en 1968 pour France Culture. Dans Maxence Larrieu, musiciens poètes – un récital français/Grands solistes-Archives INA, CD Premiers horizons/AJPR ℗2018.
- Martine Géliot. G.F. Haendel : Concerto op. 4 no 5 – Passacaille – Thème et variations – Toccata ; Wilhelm-Friedmann Bach : Sonate no 7 ; Carl-Philipp-Emanuel Bach : Sonate en fa. ms Harmonia Mundi, coll. « Premiers sillons ORTF », 30.905 ℗1969.
- Récital Maxence Larrieu/Martine Géliot, flûte et harpe. W. A. Mozart : Sonate K.14 ; G. F. Haendel : Sonate HWV 360 ; J.-B. Lœillet (“de Londres”) : Sonate op. 3 no 3. ms Classic ℗1970. Repris dans la compilation L'Art de Maxence Larrieu, 1963-1975, 12 CD Universal Decca 4827080 ℗2018.
- Musique française pour la harpe, Martine Géliot. G. Fauré : Impromptu – Une châtelaine en sa tour ; A. Roussel : Impromptu op. 21 ; G. Pierné : Impromptu Caprice ; A. Caplet : Deux divertissements ; G. Tailleferre : Sonate. ms EMI-Voix de son Maître C065 12115 ℗1973.
- Pièces pour la harpe, Martine Géliot. M. de Falla : Danse espagnole ; G. Fauré : Romance sans parole ; C. Debussy : Première arabesque – Clair de lune ; F. Liszt : Rêve d’amour ; F. Chopin : Nocturne ; J. S. Bach : Prélude BWV 531 ; L. C. Daquin : Le Coucou – L’Hirondelle ; G. F. Haendel : L’harmonieux forgeron ; W. A. Mozart : Sonate K.545 ; É. Satie : Première gymnopédie ; J.-P. Rameau : L’Égyptienne. ms EMI-Voix de son Maître, 2C 065-14000 ℗1976.
- Ravi Shankar : L'Aube enchantée pour flûte et harpe, par Jean-Pierre Rampal et Martine Géliot, in « Improvisations : Yehudi Menuhin, Ravi Shankar, Jean-Pierre Rampal ». ms EMI 2C 064-02822 ℗1976. Repris dans les compilations Les Triomphes de Jean-Pierre Rampal, 3 CD Erato 631358 ℗2014 et Jean-Pierre Rampal, The Complete HMV Recordings 1951-1976, 16 CD Erato-Warner ℗2015.
- Debussy : Les Chansons de Bilitis. Anick Devriès, récitante, Martine Géliot et Joëlle Bernard, harpes, Michel Debost et Kathy Chastain, flûtes, Noël Lee, célesta. ms Arion ARN 38 350 ℗1976.
- Musique de la Bible révélée. Suzanne Haïk-Vantoura, divers interprètes, dont Martine Géliot à la harpe celtique. ms Harmonia Mundi HMU 989 ℗1976. Réédité en CD Harmonia Mundi HMA 90989.
- Ned Rorem : Book of Hours, pour flûte et harpe. Ingrid Dingfelder et Martine Géliot. ms Composers Recordings Inc. CRI SD 362 ℗1977 (USA).
- Hommage à Martine Géliot. Quincy Porter : Duo ; Arnold Bax : Elegiac Trio ; Aubert  Lemeland : To Holst’s Memory ; Jean-Marie Leclair : Sonate en trio ; C. Debussy : Sonate en trio. Thomas Prévost, flûte, Jean Dupouy, alto, Martine Géliot, harpe. Enregistrement du concert du 22 octobre 1977 en l’Église de Neuilly-Plaisance. CD Quantum QM6898 ℗1989.
- Musique de l’Antiquité. Conrad Steinmann, Suzanne Haïk-Vantoura, divers interprètes, dont Martine Géliot à la harpe. CD Harmonia Mundi HMX 2908163 ℗2005.
- Klassik Festival, Karl Münchinger und das Stuttgarter Kammerorchester. Deux extraits de concertos pour harpe de G.F. Haendel et Karl Ditters von Dittersdorf, avec Martine Géliot. ms Intercord INT 160.824 ℗1978 (Allemagne).
- Domenico Scarlatti : Sinfonie pour hautbois, quatuor à cordes et harpe. Jacques Vandeville, Quatuor Arcana, Martine Géliot. Enregistré en l’Église réformée de l’Annonciation, Paris. ms Métropole 2599004 ℗1978.
- Récital deux harpes Huguette et Martine Géliot. J. S. Bach : Prélude ; J. L. Dussek : Sonate ; F. A. Boieldieu : Duo ; E. Chabrier : Habanera ; Debussy : Prélude de L’Enfant prodigue ; Pierik Houdy : Pour deux harpes ;  Aubert Lemeland : Variations To Holst’s Memory op. 83 ; Roger Boutry : Estampe. ms Edipar 80124 ℗1980.
- Récital de harpe Martine Géliot. John Thomas : The Minstrel’s Adieu to his Native Land ; C. P. E. Bach : Sonate en fa ; B. Britten : Suite pour harpe ; G. Fauré : Romance sans parole – Une châtelaine en sa tour ; A. Roussel : Impromptu op. 21 ; G. Tailleferre : Sonate ; Alphonse Hasselmans : La Source ; S. Prokofiev : Prélude ; Marius Flothuis : Pour le tombeau d’Orphée. Enregistrement du concert du 1er février 1981 en l'église évangélique de la rue Blanche, Paris. CD Quantum QM6903 ℗1990 ; CD Egan Records ℗1990 (GB) (OCLC 207300886).
- Marcel Tournier : Pièces pour harpe (Au matin, Première suite d’images, Vers la source dans le bois, Féerie, Six Noëls, Sonatine). Martine Géliot, harpe. ms Cybelia, coll. « Musique française du XXe siècle », CY658 ℗1983. CD Quantum QM7003 ℗1997.
- Cent ans de mélodies françaises pour le chant et la harpe. C. Franck, Ch. Gounod, F. Poulenc, G. Fauré, A. Messager, M. Tournier, Ch. Koechlin, Robert Géliot, C. Debussy, A. Caplet. Bernard Géliot, chant, Martine Géliot, harpe. ms Unidisc UD 301486 ℗1984.
- Compilations
  - Harpe Passion, 2 CD EMI-Classics 85 201 ℗2003. Martine Géliot y joue Pierné : Impromptu Caprice ; Fauré : Impromptu - Une châtelaine en sa tour ; Caplet : Deux divertissements ; Roussel : Impromptu op.21.
  - Essential Harp, 2 CD EMI-Classics 0949072 ℗2011. Martine Géliot y joue Fauré : Une châtelaine en sa tour.

## Concours international de harpe Martine Géliot «Jeunes Talents»
Le Concours international de harpe de harpe Martine Géliot « Jeunes talents » se tient tous les trois ans, depuis 2004, dans la ville d'Avon, en France, près de Fontainebleau.